# 모스크바 방언
모스크바 방언은 러시아어의 기본 방언이다. 러시아인이 모스크바에 모여살면서 러시아어의 기초가 되었고, 러시아 전국에서 가장 많이 쓰이는 러시아어였다고 한다. 이 방언을 기초로 하여, 수많은 러시아어 방언이 생겨났고 이후에는 카자흐스탄, 우크라이나에서 쓰이는 러시아어는 이 방언에서 차용어가 많이 있다. 다른 러시아어 방언과는 그나마 차이가 크지 않다고 볼 수도 있다.

## 같이 보기
- 블라디보스토크 방언
- 상트 페트르부르크 방언
- 러시아어